# Lupi di Vučjak
I Lupi di Vučjak (in serbo Вукови с Вучјака?, Vukovi s Vučjaka) sono stati un gruppo paramilitare serbo attivo durante la guerra in Croazia e in Bosnia ed Erzegovina e guidato dal secondo tenente Veljko Milanković.

## Storia
Il gruppo venne fondato il 22 giugno 1991 nella città di Prnjavor (all'epoca sotto sovranità jugoslava) da Veljko Milanković, ex membro del gruppo Kninja di Dragan Vasiljković dove aveva ottenuto il grado di tenente, e da Miro Mlađenović, già membro del Partito Democratico Serbo ed ex militare che aveva prestato nella 63ª Brigata Paracadutisti dell'esercito jugoslavo.
Il gruppo, che contava 47 membri, iniziò le sue attività nelle città di Okučani, Novska e Jasenovac, in quest'ultima in particolare partecipò ad un'operazione congiunta con i soldati jugoslavi e altri gruppi paramilitari, sconfiggendo i croati e occupando la zona, catturando vario materiale come un carro armato M84. Milanković venne poi ferito alla gamba durante una battaglia nel villaggio di Smrtić nella Slavonia occidentale, che portò al trasferimento del comandante nella città di Banja Luka per ricevere cure.
Quando scoppiarono le ostilità in Bosnia ed Erzegovina, il gruppo venne integrato nell'esercito della neonata Repubblica Serba. Si distinse soprattutto durante la battaglia della Posavina, dove presero parte agli scontri in varie città come Bijelo Brdo, Jakeš, Modriča e Odžak nonostante il loro comandante avesse la gamba ingessata. Il 2 novembre 1992, venne ucciso in un attentato Darko Habijanec, considerato da Milanković il suo “braccio destro”.
Nel 1993, durante una battaglia nei pressi del villaggio di Donji Kašić (all’epoca parte della Repubblica Serba di Krajina), Milanković venne ferito al torace e fu quindi portato a Belgrado all'Accademia Medica Militare per essere salvato, ma morì il 14 febbraio. Dopo la sua morte, il gruppo passò nelle mani di Miro Mlađenović che lo guidò fino al suo scioglimento nel 1995.

## Dopo la guerra
Nel 2007 è stato annunciato che sarebbe stata intitolata una via a Milanković nella città di Novi Sad. Nel 2018 Milanković è stato decorato postumo con l’Ordine di Njegoš da Milorad Dodik.